# John Kerr (escritor)
John Kerr (31 de enero de 1950-18 de julio de 2016) fue un escritor estadounidense, más conocido por su exhaustivo libro A Most Dangerous Method, en el que examina las relaciones entre Sigmund Freud, Carl Gustav Jung y Sabina Spielrein.

## Primeros años y familia
Kerr nació en Washington D. C., siendo su madre Jean Kerr y su padre Walter Kerr, trasladándose poco después a Larchmont, Nueva York. Fue uno de seis hermanos, siendo el más mayor Christopher, su gemelo Colin y los más jóvenes Gilbert, Gregory y Kitty. Criado en una casa de escritores, su familia fue objeto de artículos humorísticos descritos por su madre y recogidos en la obra de esta última Please Don't Eat the Daisies (1957).

## Libro
A Most Dangerous Method es el resultado de un examen de ocho años de la relación entre Sigmund Freud, Carl Gustav Jung y Sabina Spielrein, y creó una nueva narrativa del nacimiento del psicoanálisis. John Kerr no sólo dio a Spielrein su debido reconocimiento por sus contribuciones a la teoría analítica, sino que aportó una nueva perspectiva sobre la situación de estancamiento entre Freud y Jung que dio lugar a su separación definitiva.
Random House publicó A Most Dangerous Method en 1993, indignando a la comunidad psicoanalítica. En noviembre de 1993, Frederick Crews escribió The Unknown Freud, un ensayo publicado en el New York Review of Books, que utiliza la revisión del libro de Kerr como plataforma para atacar los métodos y prácticas de Freud. El ensayo daría lugar a la mayor afluencia de cartas al editor en la historia del New York Review of Books.

## Adaptaciones

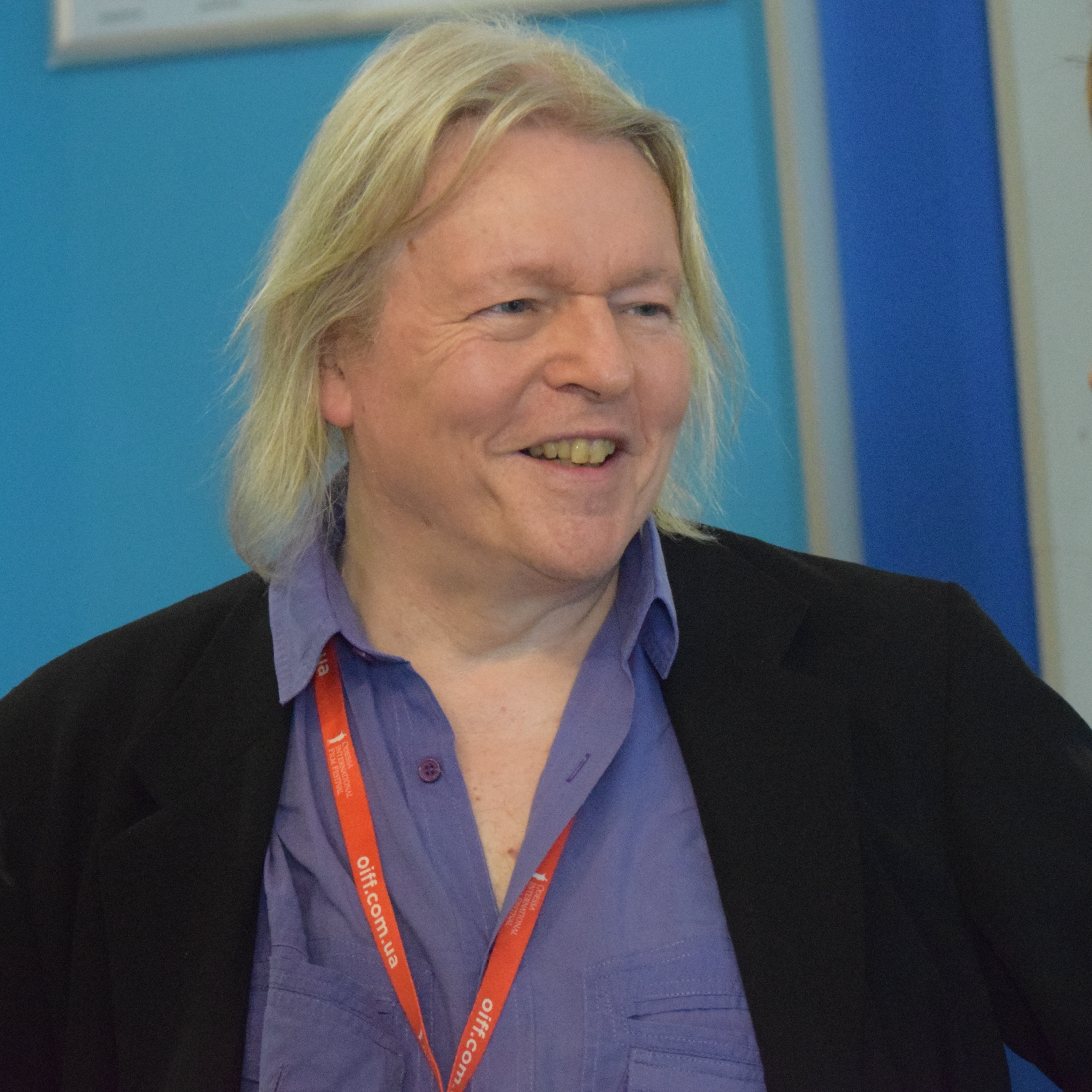
Christopher Hampton.

Poco después de la publicación, se abrieron conversaciones con productoras para adaptar el libro a una película. Christopher Hampton fue incorporado como guionista. Cuando las conversaciones se estancaron, Hampton adaptó el trabajo al teatro. Titulada The Talking Cure, la obra fue estrenada en Londres en 2003.
Posteriormente, Hampton escribió el guion para la película de David Cronenberg A Dangerous Method (2011).

## Vida posterior y fallecimiento
Después de un largo período en Brooklyn, Kerr se trasladó a Portland, Maine, en 1998. Residió en West End. Falleció rodeado de amigos el 18 de julio de 2016 en el Maine Medical Center de Portland debido a complicaciones de un cáncer de pulmón.